# 쇼시쓰왕
쇼시쓰왕(일본어: 尚質王 상질왕[*]; 1629년 10월 1일 ~ 1668년 12월 20일)은 류큐왕국 제2쇼씨 왕조의 제10대 류큐 국왕(재위: 1648년 ~ 1668년)이자 제16대 류큐 국왕이다. 쇼호왕의 넷째 아들이다. 형은 쇼켄왕이다.

## 가족
- 아버지: 쇼호왕(尚豊王)
- 어머니: 니시노아지카나시 쇼씨 료게쯔(西之按司加那志 松氏涼月, 아명은 마나베타루가네 真鍋樽金)
- 배우자:
  - 왕비: 미사토아지카나시 쇼씨 하쿠소(美里按司加那志 向氏栢窓, 아명은 마마츠가네 真松金)
  - 부인: 마베아지카나시 토씨 혼코(真南風按司加那志 東氏本空, 아명은 오모토가네 思戸金)
  - 처(妻):
    - 아다니야아고모시라레 쇼씨 혼코(安谷屋阿護母志良礼 章氏本光, 아명은 오모토가네 思戸金)
    - 미야기아고모시라레 라쿠씨 케이시쯔(宮城阿護母志良礼 駱氏恵室, 아명은 마나베타루가네 真鍋樽金)
    - 모로미자토아고모시라레 겟교(諸見里阿護母志良礼 月嶺, 아명은 마우시가네 真牛金)
- 자녀:
  - 장남: 쇼테이왕
  - 차남: 쇼코기(尚弘毅, 일본 이름: 오자토왕자 쵸료 大里王子朝亮)
  - 삼남: 쇼코진(尚弘仁, 일본 이름: 나고왕자 쵸겐 名護王子朝元)
  - 사남: 쇼코사이(尚弘才, 일본 이름: 자탄왕자 쵸아이 北谷王子朝愛)
  - 오남: 쇼코토쿠(尚弘徳, 일본 이름: 코친다왕자 쵸슌 東風平王子朝春)
  - 육남: 쇼코신(尚弘信, 일본 이름: 모토부왕자 쵸헤이 本部王子朝平)
  - 칠남: 쇼코젠(尚弘善, 일본 이름: 기노완왕자 쵸기 宜野湾王子朝義)
  - 장녀: 아다니야옹주 쇼씨 교쿠렌(安谷屋翁主 尚氏玉蓮, 아명은 오모오토가네 思乙金)
  - 차녀: 모로미자토옹주 쇼씨 칸요(諸見里翁主 尚氏寛養, 아명은 오모타케타루가네 思武樽金)
  - 삼녀: 요나미네옹주 쇼씨 바이게쯔(与那嶺翁主 尚氏梅月, 아명은 마쯔루가네 真鶴金)
  - 사녀: 오오미네옹주 쇼씨 젠시쯔(大嶺翁主 尚氏善室, 아명은 마요니가네 真世仁金)
  - 오녀: 미야히라옹주 쇼씨 슌코(宮平翁主 尚氏春光, 아명은 오모마나베타루가네 思真鍋樽金)

## 같이 보기
- 도쿠가와 이에쓰나

| 전임자 쇼켄왕 | 제16대 류큐왕국 국왕 1648년 ~ 1668년 | 후임자 쇼테이왕 |